# Tomocichla
Tomocichla — це невеликий рід цихлових з країн Центральної Америки.
Рід налічує 3 види, перенесені з роду Theraps.

## Види
- Tomocichla asfraci Allgayer 2002
- Tomocichla sieboldii (Kner 1863)
- Tomocichla tuba (Meek 1912)